# Scheuerhof (Leichlingen)
Scheuerhof ist eine Hofschaft in der Stadt Leichlingen (Rheinland) im Rheinisch-Bergischen Kreis.

## Lage und Beschreibung
Scheuerhof liegt östlich des Leichlinger Zentrums auf einem Höhenrücken zwischen dem Wersbach und dem Weltersbach südlich der Landesstraße 294 nahe der Stadtgrenze zu Burscheid. 
Nachbarorte sind Weltersbach, Heeg, Eichen, Metzholz, Krabbenhäuschen, Schneppenpohl, Koltershäuschen, Unterbüscherhof, Schüddig, Holzerhof, Friedrichshöhe, Bremersheide und Diepental auf Leichlinger und Unterwietsche, Grünscheid und Grünscheider Mühle auf Burscheider Stadtgebiet. Abgegangen ist Wiedenbach.

## Geschichte
Die Karte Topographia Ducatus Montani aus dem Jahre 1715 zeigt einen Freihof unter dem Namen Schurhof. Im 18. Jahrhundert gehörte der Ort zum Kirchspiel Leichlingen im bergischen Amt Miselohe. Die Topographische Aufnahme der Rheinlande von 1824 und die Preußische Uraufnahme von 1844 verzeichnen den Ort als Scheurhof bzw. Scheuerhof. 
1815/16 lebten 21 Einwohner im Ort. 1832 gehörte Scheuerhof der Bürgermeisterei Leichlingen an. Der laut der Statistik und Topographie des Regierungsbezirks Düsseldorf als Ackergut kategorisierte Ort besaß zu dieser Zeit zwei Wohnhäuser und drei landwirtschaftliche Gebäude. Zu dieser Zeit lebten 15 Einwohner im Ort, allesamt evangelischen Glaubens.
Im Gemeindelexikon für die Provinz Rheinland werden 1885 drei Wohnhäuser mit 14 Einwohnern angegeben. 1895 besitzt der Ort drei Wohnhäuser mit 18 Einwohnern, 1905 drei Wohnhäuser und 16 Einwohner.